# Cmentarz rzymskokatolicki w Ulanowie
Cmentarz rzymskokatolicki w Ulanowie – zabytkowy cmentarz założony w końcu XVII w., znajdujący się w gminie Ulanów, powiat niżański, usytuowany jest we wschodniej części miejscowości, około 300 metrów od kościoła parafialnego.
Cmentarz miał kształt wydłużonego prostokąta, ogrodzony jest parkanem z wejściem od strony zachodniej. Otoczony jest w większości ogrodzeniem z kamiennego muru. Przez jego centralną część przebiega aleja główna. Blisko wejścia znajduje się wpisany do rejestru zabytków kościół filialny pw. św. Trójcy (tzw. flisacki, cmentarny) zbudowany prawdopodobnie około 1660-1690 r. Na cmentarzu zachowało się kilkadziesiąt kamiennych nagrobków i żeliwnych krzyży z przełomu XIX i XX w. W jego obrębie, w pobliżu kościoła, znajduje się mogiła zbiorowa powstańców styczniowych z 1863 roku. W części południowo-wschodniej znajduje się mogiła zbiorowa żołnierzy poległych w I wojnie światowej.